# 高コレステロール血症
高コレステロール血症（こうコレステロールけっしょう、英: Hypercholestrolemia）は、血液中のコレステロール値が高い状態である。高トリグリセリド血症や低HDLコレステロール血症など共に脂質異常症に分類される疾患の一種である。通常の場合、症状はみられない。重症の場合、黄色腫が発生することがある。合併症には、心臓病、脳卒中、末梢血管疾患などが挙げられる。
原因には、殆どの場合は遺伝的な要因と共に食事、運動不足、肥満、喫煙との組み合わせによるものである。その他の危険因子には、甲状腺機能低下症、ネフローゼ症候群、胆汁鬱滞、アルコール依存症、糖尿病、HCTZなどの特定の薬物療法などが挙げられる。診断は血液検査に基づき、高総コレステロール値または高LDLコレステロール値であるか調べられる。
治療の殆どは生活習慣の改善と投薬である。生活の改善は、運動と健康的な食事をすることである。生活習慣の改善だけでは不十分な場合には、スタチン薬が推奨されることが多い。使用される他の医薬品には、エゼチミブ、ニコチン酸、PCSK9阻害薬等がある。稀にLDL吸着療法や肝移植が行われる。
高コレステロールは、世界中の約39%の人に影響していると推定される。米国では、約7400万人(32%)の成人が高コレステロール血症を患っている。高齢者はより一般的に影響を受けやすい。世界的に年間約260万人の死亡が推定される。

## 正常値
血中コレステロール濃度については、日本人間ドック学会と日本動脈硬化学会が基準値を定めている。
日本動脈硬化学会の2002年動脈硬化性疾患診療ガイドラインまでは総コレステロール値が参照されていたが、2002年版にはLDLコレステロール値（LDL-C）も参照され、以降はLDLコレステロール値が主に参照されている。また、2012年版ガイドラインよりnon-HDLコレステロール（non-HDL-C）の概念が採用された。
|           | 日本人間ドック学会 | 日本人間ドック学会 | 日本人間ドック学会 | 日本人間ドック学会 |  | 日本動脈硬化学会 | 日本動脈硬化学会 | 日本動脈硬化学会 |
|           | 正常値             | 軽度異常           | 要経過観察         | 要治療             |  | 正常値           | 境界域           | 高値・低値       |
| --------- | ------------------ | ------------------ | ------------------ | ------------------ |  | ---------------- | ---------------- | ---------------- |
| LDL-C     | 60－119            | 120－139           | 140－179           | 59以下, 180以上    |  | 120未満          | 120－139         | 140以上          |
| non-HDL-C | 90－149            | 150－169           | 170－209           | 89以下, 210以上    |  | 150未満          | 150－169         | 170以上          |
| HDL-C     | 40以上             |                    | 35－39             | 34以下             |  | 40以上           |                  | 40未満           |

LDL-Cは直接法またはFriedewald式（F式）で求められる。
LDL-C ＝ TC － HDL-C － TG÷5 （単位は全てmg/dL）
F式は、血清のTGの殆どがVLDLに存在し、そのコレステロールとTGの比がほぼ1:5であるという仮定に基づいている為、食後や空腹時であってもTGが400mg/dL以上の場合にはVLDL-Cが過剰に見積もられLDL-Cが本来の値よりも低く算出される。この場合にはnonHDL-Cにより評価する。
nonHDL-C ＝ TC － HDL-C

## 高コレステロール血症は悪か
2010年、日本脂質栄養学会から「長寿のためのコレステロール ガイドライン」（以降「長寿GL」）が公表された。長寿GLは、“一般集団の TC 値が高いことを、総死亡率が低いこと（長寿）の指標であると解釈している。”や“いわゆる高脂血症と診断された群のほうが、臨床指標は良好であり退院時死亡率も低い。一方、飽和脂肪酸やコレステロールの摂取量が多い群のほうが、脳卒中（虚血性）死亡率は低い。” 等、脂質異常症を積極的に容認する様な内容であった。
これに対して日本医師会、日本医学会、日本動脈硬化学会は合同で記者会見を開き、「科学的な根拠がなく、患者を誤った方へ導くもので、大変危険。動脈硬化による脳梗塞・心筋梗塞にコレステロールの高さが関係している事は、世界的にも証明され、認められている。」と強い懸念を表明した。この中で問題点として、下記の3点を指摘した。
1. 長寿GLが採用した論文は殆どが査読を受けておらず、科学性を担保されていない。従ってそれを用いたメタ解析も意味を成さない。
2. 血清コレステロール値と総死亡との関係をコホート研究に基づいて論じているが、肝疾患で血清コレステロール値が低下し死亡率が上昇する可能性[注 1][注 2]等が配慮されていない。
3. 観察研究（コホート研究）と臨床介入試験との違いを踏まえておらず、推論が間違っている。

また、臨床研究適正評価教育機構（J-CLEAR）は“実地臨床家のみならず一般国民に混乱をもたらすものである。”として、5つの提言を行った。
1. 高コレステロール血症が動脈硬化性疾患の危険因子である事は多くの疫学研究によって確認されている。
2. コレステロールの管理目標値等は個々の患者で異なる。
3. 「コレステロール値は高めが長生き」と主張するグループの見解は、消耗性疾患や虚弱体質を考慮していない。
4. 脂質異常症の基準については性差を考慮すべきである。
5. 高コレステロール血症の治療基準等が他の危険因子の存在や合併症の状況で異なる事を明確化すべきであろう。

日本人の心筋梗塞発症リスクは欧米人に比べて極めて低く欧米の基準がそのまま適用可能かは不明であったが、1989年に開始され2014年に論文化された吹田研究で、冠動脈疾患の予測因子としてCKDに次いでLDL-C高値が大きな因子であると評価された。